# عمرو الجندي
عمرو الجندي كاتب وروائي مصري، وُلد في دمياط قي جمهورية مصر العربية في 15 أبريل عام 1983. وبعد أن أنهى دراسته في المرحلة الثانوية، التحق بكلية تجارة، جامعة قناة السويس، فرع بورسعيد. ومن ثم انتقل لإكمال دراسته من خلال التحاقه بمجموعات خاصة بالجامعة الأميريكية، ومن ثم التحق بالمعهد الفنى البريطاني. وبعد أن أتم الجندي دراسته في عالم البيزنس، غادر مصر متجها إلى دولة الكويت للعمل بالخارج. وبعد ذلك، التحق الجندي بجامعة ليفربول ودرس الأدب الإنجليزي من خلال الدراسة عن بعد.

## مؤلفاته

غلافة رواية فوجا

وبعد أن أنهى دراسته، عمد إلى إصدار كتابه الأول عام 2009 بعنوان قصة حب سرية، وهو عبارة عن ديوان ضم عدد 72 خاطرة. وفي عام 2010، صدرت له أول مجموعة قصصية بعنوان من أجل الشيطان، والتي شاركت فيما بعد في معرضي فرنسا وألمانيا. وخلال عام 2011، صدرت أول رواية له بعنوان فوجا والتي حققت نجاحا كبيرا، مما دفع عمرو سريعا إلى إصدار روايته الثانية عام 2012 التي تحمل اسم 9 ملّي. جدير بالذكر بأنه حصل على المركز الأول في الرواية في مهرجان القلم الحر للإبداع العربي عن روايته فوجا. كما شارك أيضا في مهرجان الأدب العالمي بقصة قصيرة بعنوان لو لم يقتل. كما نُشرت له العديد من الأعمال المختلفة من مقال وقصة وشعر وخواطر على صفحات الجرائد والمجلات العربية المختلفة في جميع أنجاء الوطن العربي.
وفي عام 2013 تعاقد مع الدار المصرية اللبنانية التي أصدرت له روايته 313 والتي تعتبر أشهر أعماله وقد حققت الرواية انتشارا كبيرا ونجاحا واسعا واختارها القراء لتكون من أفضل خمس روايات عربية صدرت لهذا العام كما تم اختيارها لتشارك في الدورة الثامنة من جائزة الشيخ زايد .
وفي عام 2014 ومع معرض القاهرة الدولي للكتاب صدرت له المجموعة القصصية الغرباء وقد حصدت نجاحا كبيرا فأعقبها الجندي بروايته مسيا مع نهاية العام وتعنى كلمة مسيّا الصليب المقدس حيث تناول الجندي ذلك اللفظ اليهودي الذي يعني اليهودي المخلّص من خلال أحداث شيقة ناقش فيها فكرة «المخلّص» من وجهة نظر الأديان الثلاثة، اليهودية والمسيحية والإسلام وقد تم منع الرواية من عدة دول عربية كالمملكة العربية السعودية ودولة الكويت إلا أن الرواية وبعد صراع مع الرقابة استطاعت أن تمر . 
```
وفي عام 2015 وقع الجندي عقد تحويل روايته 
9 ملّي
[
1
]
 مع شركة 
فيلم أوف إيجيبت
[
1
]
 ليتم تحويلها إلى عمل سينمائي خلال عام 2016 حيث سيتولى الجندي كتابة السيناريو . 
```

شارك الجندي بأعماله الروائية في جميع المعارض الدولية والأوربية وقد حققت أعماله مبيعات جيدة في معرض فرانكفورت الدولي للكتاب .